# Bufo nebulifer
Bufo nebulifer és una espècie d'amfibi que viu a Mèxic i als Estats Units.
Està amenaçada d'extinció per la pèrdua del seu hàbitat natural.